# Skatan
För andra betydelser, se Skatan (olika betydelser).
Skatan är en obemannad flygfarkost (Unmanned Aerial Vehicle). Tester utfördes under 1970-talet av FOA. Farkosten var utrustat med en filmkamera. Senare försök genomfördes med att överföra realtidsinformation. Senare försök 1979-83 ersattes med en ballong (Paralift). Numera ersatt med försvarssystemet Ugglan.